# 沙特本拉登集团
沙特本拉登集团（阿拉伯语：‎，简称SBG）是一家总部位于沙特阿拉伯吉达的跨国建筑公司，也是沙特最大的建筑商，在全球建筑领域占有一席之地。

## 概况
本拉登集团创立于1931年，由穆罕默德·本·拉登（即蓋達組織頭目奥萨马·本·拉登的父親）创立。凭借其与沙特首任国王伊本·沙特的良好关系，穆罕默德·本·拉登承接了一系列政府工程，包括圣地麦加和麦地那清真寺的修缮翻新。
1967年，穆罕默德·本·拉登在一次空难中去世。其长子萨利姆·本·拉登于1972年接手公司，并将公司更名为“本拉登兄弟工程承包”。在接手家族事业后，萨利姆进一步巩固了家族同沙特王室的关系，他成为了时任沙特国王法赫德的好朋友。除了同沙特王室保持良好关系之外，萨利姆还积极与美国政界高层人士接近，与得克萨斯州的布什家族关系尤为密切。但萨利姆在1988年同样因为空难去世，随后其弟贝克尔·本·拉登接手公司并担任董事长至今。1990年，公司更名为“沙特本拉登集团”。
9·11事件之后，本拉登集团宣布与奥萨马·本·拉登撇清关系。
目前本拉登集团在沙特大部分城市，以及黎巴嫩贝鲁特、埃及开罗、阿联酋迪拜和约旦安曼设有分支机构。此外，拉登家族的投资公司拥有包括美国微软、波音在内的多家世界知名企业的大量股份。本拉登集团还参与了沙特王國塔的建设，预计于2021年建成，届时将成为世界最高建筑。

## 知名工程

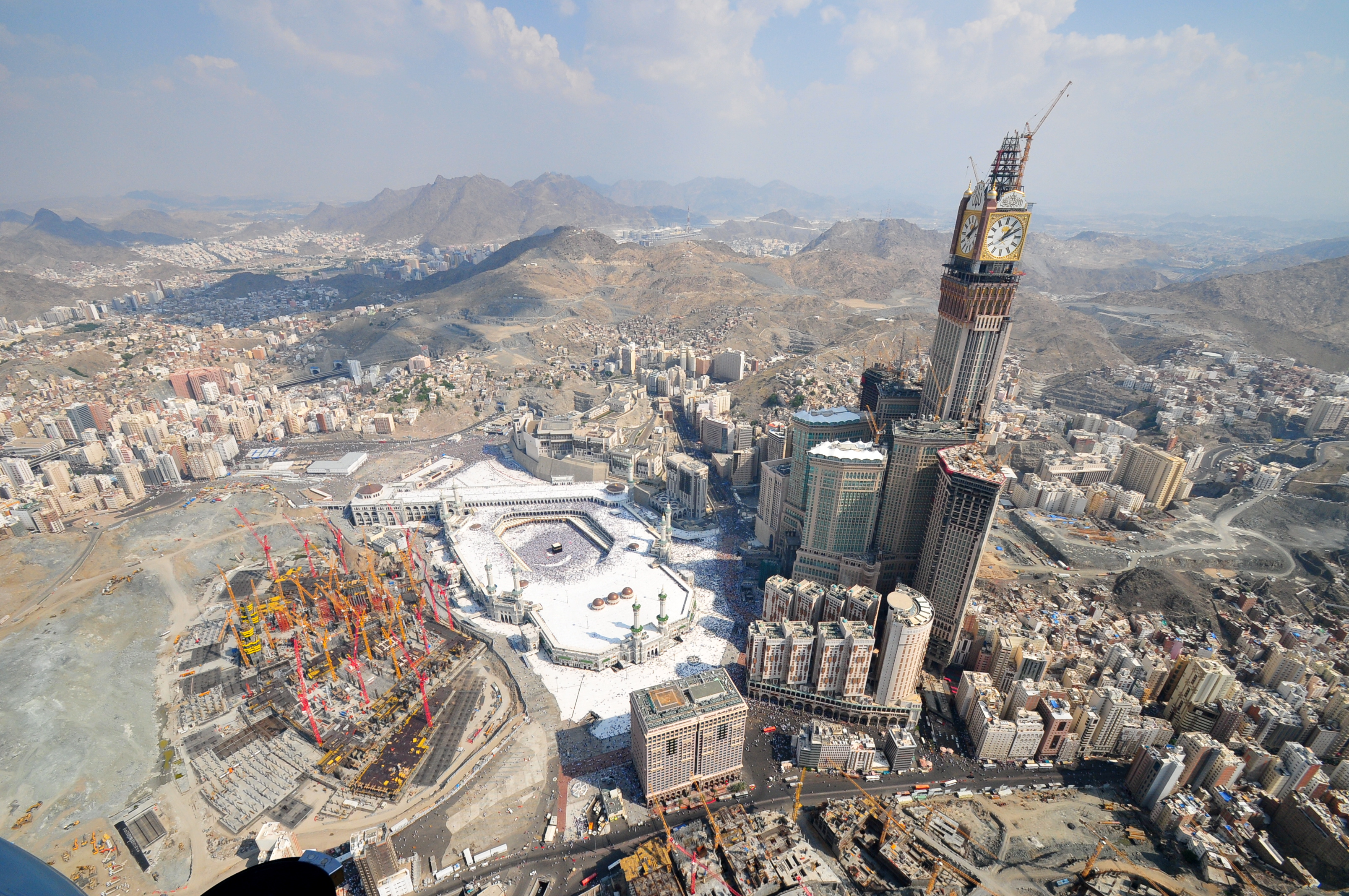
位于禁寺旁的麦加皇家钟塔饭店

### 位于沙特境内
- 麦加皇家钟塔饭店，麦加
- 烏姆埃爾古拉大學，麦加
- 阿卜杜拉国王金融城（英语：King Abdullah Economic City），麦加
- 阿卜杜勒-阿齐兹国王国际机场朝覲客運大樓、王室大樓，吉达
- 吉達塔，吉达
- 費薩利雅中心，利雅得

### 海外
- 吉隆坡国际机场，马来西亚
- 沙迦國際機場扩建工程，阿联酋
- 沙迦大学（英语：University of Sharjah），阿联酋